# Matelea elliptica
Matelea elliptica là một loài thực vật có hoa trong họ La bố ma. Loài này được (Rusby) Morillo mô tả khoa học đầu tiên năm 1992.